# Скипак (Пенсилванија)
Скипак (енгл. Skippack) насељено је место без административног статуса у америчкој савезној држави Пенсилванија.

## Демографија
По попису из 2010. године број становника је 3.758, што је 869 (30,1%) становника више него 2000. године.
| Група             | 2000.         | 2010.         |
| Белци             | 2.762 (95,6%) | 3.368 (89,6%) |
| Афроамериканци    | 29 (1,0%)     | 76 (2,0%)     |
| Азијати           | 31 (1,1%)     | 191 (5,1%)    |
| Хиспаноамериканци | 38 (1,3%)     | 83 (2,2%)     |
| Укупно            | 2.889         | 3.758         |